# Crye Precision SIX12霰彈槍
SIX12是一款由美國戰術裝備生產商Crye Precision推出的犢牛式轉輪霰彈槍，發射12鉛徑霰彈。

## 設計特徵
SIX12是一種以可拆卸的轉輪式彈巢供彈的犢牛式霰彈槍，其槍身主要是以聚合物製成，這有助於減低重量，同時增加機動性。機匣頂部的皮卡汀尼導軌可用於安裝瞄準器及戰術配件，而護木上則採用了M-LOK配件安裝平臺。SIX12的可拆式彈巢具備以塑料製成的外殼，以及鋼製的膛室組件，載彈量為6發。彈藥裝填只能在彈巢與槍械分離的情況下進行，故用戶能夠攜帶多個彈巢以作備用，同時也方便其在不同情況下透過更換彈巢以切換彈藥類型，從而增添戰術上的彈性。由於採用了犢牛式佈局，SIX12的扳機設置在彈巢的前方，並以位於空心彈巢軸內的連桿與隱藏的擊鎚火控組件連接著。扳機為純雙動式設計，扣動時會帶動彈巢旋轉，以令下一個膛室對準槍管。另外，該槍還採用了氣密式的結構，這能夠封閉膛室前方與槍管後部之間的空隙，從而可更有效地活用發射時所釋出的氣體，因此該槍能夠裝上抑制器作消音射擊。按鈕式的手動保險裝置位於扳機上方。
SIX12是一種模組化武器系統，它能夠按照用戶的不同需要，配備各種可互換，且不同長度的槍管。它有三個版本，包括：配備槍托和護木的全尺寸獨立使用型；配備短槍管及手槍握把的破門型，以及類似於「萬能鑰匙」風格，能夠透過皮卡汀尼導軌安裝在步槍護木之下的配件型霰彈槍。
Crye Precision亦與SilencerCo合作生產一款配備內建在護木上的6吋長Salvo 12抑制器的SIX12衍生型。而生產商也打算為民用型增添一種木製部件，以及用作充當槍托的水平式握把部件的選項。

## 登場作品

### 電影
- 2017年——《攻殼機動隊》：由巴特（皮魯·艾斯貝克飾演）和波瑪（達努塔·沙馬爾飾演）所使用。

### 電子遊戲
- 2012年——《戰爭前線》
- 2013年——：命名為“Goliath 12G”。
- 2013年——《武裝行動3》：於2019年7月25日推出的Contact DLC中加入，命名為「TSP-12」，設定為Promet（MSBS Grot B）步槍的下掛霰彈槍。
- 2015年——：于2017年9月更新中加入。命名為“SIX12”及“SIX12 SD”（消音型），由香港特別任務連幹員以及丹麥獵人軍團幹員所使用。
- 2016年——《少女前線》：于2019年10月更新中加入。
- 2020年——《湯姆克蘭西：全境封鎖2》：于2020年9月TU11更新中加入。
- 2021年——《戰地風雲2042》：作為下掛武器登場，命名為“Masterkey”。

## 外部連結
- SIX12官方網站（页面存档备份，存于）
- Internet Firearms Database—Crye Precision Six12（页面存档备份，存于）
- Modern Firearms—Crye Six12（页面存档备份，存于）
- The Firearms Blog—Crye Precision SIX12 Salvo'd（页面存档备份，存于）
- 槍炮世界— Six12霰彈槍（页面存档备份，存于）